# أنسون فلبس ستوكس (قسيس)
أنسون فلبس ستوكس (بالإنجليزية: Anson Phelps Stokes)‏ هو قسيس أمريكي، ولد في 11 يناير 1905، وتوفي في 7 نوفمبر 1986.